# Њу Милфорд (Пенсилванија)
Њу Милфорд (енгл. New Milford) град је у америчкој савезној држави Пенсилванија.

## Демографија
По попису из 2010. године број становника је 868, што је 10 (-1,1%) становника мање него 2000. године.
| Група             | 2000.       | 2010.       |
| Белци             | 867 (98,7%) | 836 (96,3%) |
| Афроамериканци    | 7 (0,8%)    | 9 (1,0%)    |
| Азијати           | 1 (0,1%)    | 2 (0,2%)    |
| Хиспаноамериканци | 1 (0,1%)    | 13 (1,5%)   |
| Укупно            | 878         | 868         |